# Wein, Weib und Gesang
Wein, Weib und Gesang (Vin, kvinnor och sång), op. 333, är en vals av Johann Strauss den yngre. Den spelades första gången den 2 februari 1869 i Dianabad-Saal i Wien.

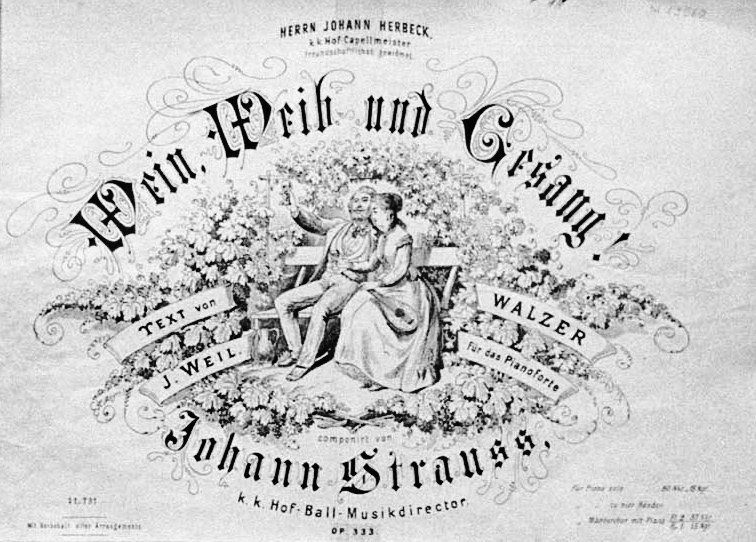
Klaverutdrag till Wein, Weib und Gesang.

## Historia
| ” | "Den som inte älskar vin, kvinnor och sång förblir en dåre hela livet lång." | „ |

Dessa rader tillskrivs Martin Luther och lär ha tillkommit då han 1521 satt på borgen Wartburg i Eisenach och skrev den tyska översättningen av Nya testamentet. 1869 inspirerades Johann Strauss till körvalsen med samma namn och skrev den till manskören Wiener Männergesang-Verein. Då hans tidigare körvals An der schönen blauen Donau (op. 314) mer eller mindre hade tillkommit utifrån redan existerande skisser skapades den nya valsen helt och fullt för en manskör och orkester. Valsen saknar den sedvanliga pompösa avslutningen (codan) men detta kompenseras av den imponerande långa inledningen på 137 takter av nästan symfoniska proportioner. Liksom med An der schönen blauen Donau skrevs texten av manskörens huspoet Joseph Weyl (1821-95).
Valsen framfördes första gången av Wiener Männergesang-Verein vid deras karnevalskonsert "Narrenabend" (Dårkväll eller Narrafton), som hölls i Dianabad-Saal i Wien den 2 februari 1869. Straussorkestern spelade och trots att Strauss inte dirigerade sitt eget verk (detta gjordes av körens nye ledaren Rudolf Weinwurm) befann han sig i salongen utklädd till pilgrim, medan körmedlemmarna var utklädda till svarta slavar. Verket var en sådan omedelbar succé att Strauss fick motta applåder efter såväl inledningen som vart och ett av valsens delar. Efter valsen steg han upp på dirigentpulten och "välsignade" sin förtjusta publik. Valsen tillägnades körens forne kormästaren Johann Ritter von Herbeck. Tidningen Vorstadt-Zeitung (4 februari 1869) ansåg att verket "tillhör det bästa som kompositören skrivit på länge" och Neues Wiener Tagblatt tyckte att "valsen kommer bestå och bli lika populär som verket 'An der schönen blauen Donau'. Inledningen är ett musikaliskt litet mästerverk... att verket fick tas om på allmän begäran talar för sig själv".
Som rent orkesterverk framfördes valsen för första gången vid en promenadkonsert den 16 mars 1869 i Pest, Ungern, dit bröderna Strauss (Johann, Josef och Eduard) hade farit för två konserter. Inte förrän Annandag påsk den 29 mars spelades valsen i Wien vid ytterligare en promenadkonsert till förmån för de blinda. Konserten var arrangerad av Josef och Eduard och gick av stapeln i den vackra Blumen-Säle i Trädgårdssällskapets lokaler. 
Till valsens många beundrare hörde Johannes Brahms, en personlig vän till Johann Strauss. I Brahms stråkkvartett Opus 51 citerade han denna vals musikaliskt och Akademisk festouvertyr har också likheter med valsen. Även Richard Wagner gillade verket och första delen av inledningen liknar mycket Wagners förspel till operan Tristan och Isolde.
1899 ingick delar av valsen i den postuma Straussoperetten Wiener Blut.

## Om valsen
Speltiden är ca 11 minuter och 39 sekunder plus minus några sekunder beroende på dirigentens musikaliska tolkning.

## Weblänkar
- Wein, Weib und Gesang i Naxos-utgåvan.